# Rhytidoponera aspera
Rhytidoponera aspera är en myrart som först beskrevs av Julius Roger 1860.  Rhytidoponera aspera ingår i släktet Rhytidoponera och familjen myror. Inga underarter finns listade i Catalogue of Life.